# Linus Gårdfeldt
Carl Linus Fredric Gårdfeldt, född 26 november 1981 i Uppsala, är en svensk författare.
Gårdfeldt är uppvuxen i Värmland. Han debuterade 2009 med diktsamlingen Men golvet har ingen mun. 2012 utkom hans andra diktsamling Gråbergsång och 2015 hans tredje diktsamling Lys med apan. År 2017 kom hans fjärde diktsamling Nya Pangea och 2019 kom boken Den råttan. Hans böcker ges ut på Albert Bonniers Förlag.
2024 tilldelades Gårdfeldt Beskowska resestipendiet av Svenska Akademien.

### Fotnoter
1. ↑  Sveriges befolkning
1990:
Gårdfeldt, Carl Linus Fredric
2. ↑  ”Linus Gårdfeldt”. Albert Bonniers Förlag. https://www.albertbonniersforlag.se/forfattare/24631/linus-gardfeldt/. Läst 4 februari 2012.